# Stratosphärensprung

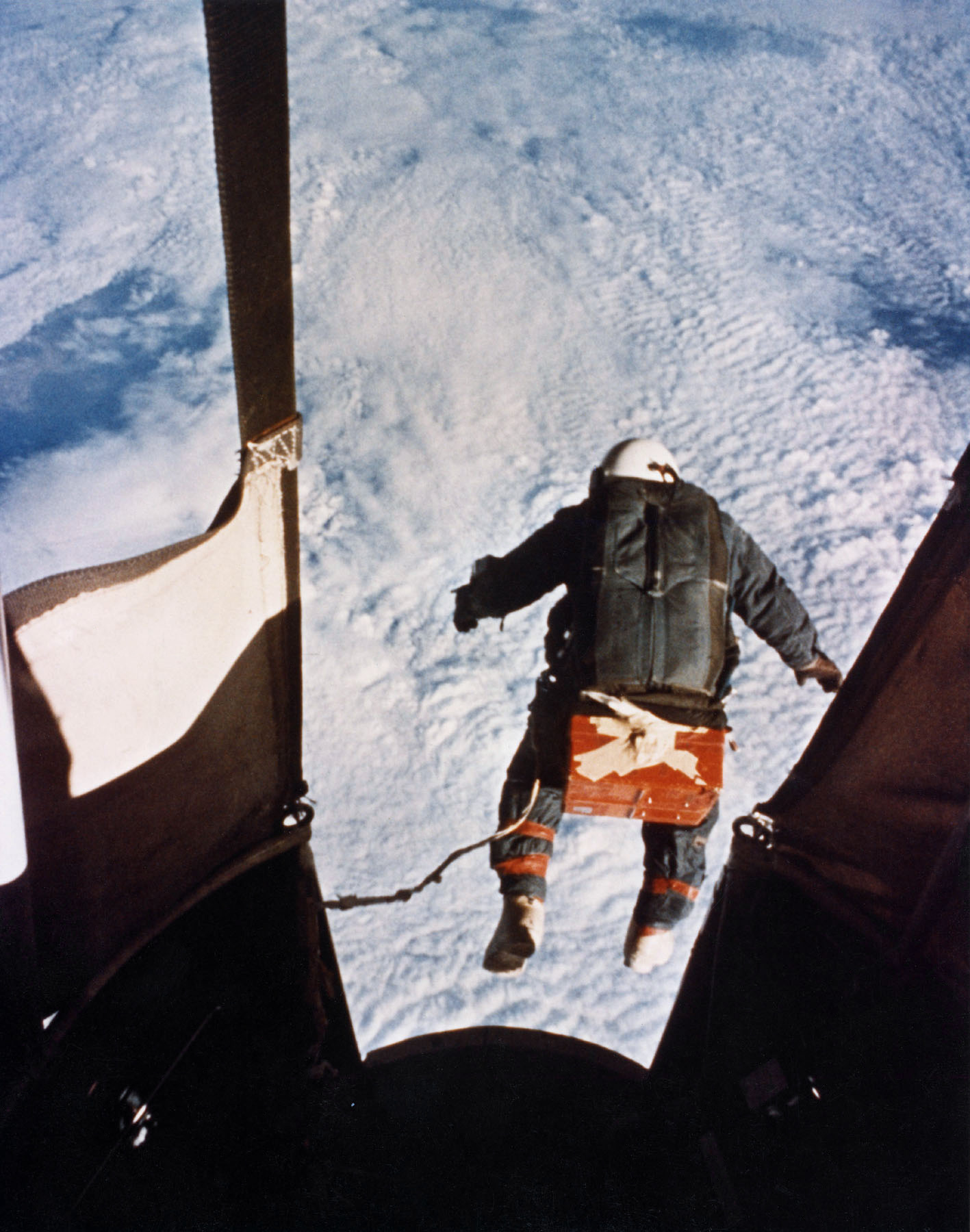
1960 sprang Joseph Kittinger bei dem Projekt Excelsior III aus einer Höhe von über 30 Kilometern ab

Schema der Erdatmosphäre: zweite Schicht ist die Stratosphäre

Stratosphärensprung bezeichnet einen Fallschirmsprung aus der Stratosphäre, also einen Absprung aus einer Höhe von über der Troposphäre, die je nach Breitengrad bis in etwa 8 bis 18 Kilometer Höhe reicht. Im englischen Sprachraum hat sich dafür, in Abgrenzung zum Ausdruck „Sky diving“ für das Fallschirmspringen, der Ausdruck „Space diving“ etabliert, obwohl der Beginn des Weltraums (engl. space) durch die Fédération Aéronautique Internationale (FAI) bei der Kármán-Linie in 100 Kilometern Höhe festgelegt wurde.
Ein Stratosphärensprung unterscheidet sich erheblich von einfachen Fallschirmsprüngen. Zunächst ist die erforderliche Höhe nicht mit einem Flugzeug erreichbar, weshalb stattdessen ein Heliumballon zum Einsatz kommt. Darüber hinaus benötigt ein Springer in der Umgebung der Stratosphäre zum Schutz einen Raumanzug. Die Geschwindigkeit, die beim Freifall erreicht wird, beträgt bis zu 1.300 km/h. Für einen stabilen Freifall kann ein Bremsschirm benutzt werden.

## Geschichte

### Pionierarbeit und erste Rekorde in den 1960er Jahren
Die Geschichte der Stratosphärensprünge geht eng einher mit der Entwicklung der Luft- und Raumfahrt in den 1950er Jahren, durch die die ersten Sprünge aus der Stratosphäre zu Forschungs- und Entwicklungszwecken initiiert wurden. Bekannt wurde insbesondere das US-amerikanische Projekt Excelsior, in dessen Verlauf Joseph Kittinger in den Jahren 1959 und 1960 drei Sprünge absolvierte und dabei mehrere Rekorde aufstellte.
Stratosphärensprünge wurden in dieser Zeit aber auch von sowjetischen Raumfahrtpionieren absolviert. Michail Iwanowitsch Gudkow entwickelte in Dolgoprudny ab 1956 den Stratosphären-Heliumballon „Wolga“, der am 1. November 1956 bei Wolsk mit Jewgeni Andrejew und Pjotr Dolgow für deren Stratosphärensprünge aufstieg.
Aus der Stratosphäre sprangen in der Sowjetunion zum Beispiel 1966 Swetlana Sawizkaja und Jewgeni Andrejew, der 1962 den bis dahin längsten freien Fall absolvieren konnte (Kittinger hatte hingegen einen Steuerschirm benutzt). Andrejew sprang am 1. November 1962 gemeinsam mit Pjotr Dolgow. Die Sprünge dienten dem Test der Ausstiegsvorrichtung und der Raumanzüge der Wostok-Raumkapsel. Dolgow zog sich beim Ausstieg ein Leck im Raumanzug zu und kam durch den Druckverlust ums Leben.
Nachdem der US-Amerikaner Nicholas Piantanida 1966 bei Rekordversuchen ums Leben gekommen war, die erstmals weniger Forschungs- als massenmedialen Zwecken dienten, wurden im 20. Jahrhundert keine weiteren Versuche gestartet.

### Neue Versuche und Rekorde ab den 2000er Jahren
Erst mit Beginn der 2000er Jahre wurden neue Versuche unternommen, die Rekorde aus den 1960er Jahren zu überbieten. Größere Bekanntheit erreichten insbesondere die Versuche von Michel Fournier in den Jahren 2002, 2003 und 2008, die jedoch scheiterten.
Erfolgreich endete im Jahr 2012 das Projekt Red Bull Stratos mit dem Sprung des Österreichers Felix Baumgartner aus 39 km Höhe.
Den aktuellen Höhen-Rekord hält der ehemalige Google-Manager Alan Eustace, der am 24. Oktober 2014 im Alter von 57 Jahren aus 41 km Höhe absprang. Im Gegensatz zur Live-Übertragung des Sprungs von 2012 fand der eher nur wissenschaftlichen Zwecken dienende Sprung von Eustace in Abwesenheit der Öffentlichkeit statt.